# Abdelkader Horr
Abdelkader Horr (10 novembre 1953) è un ex calciatore algerino, di ruolo difensore.

## Carriera
Con la Nazionale algerina ha preso parte ai Mondiali 1982.